# Península de Brunswick

A península de Brunswick tem o número 4 neste mapa do sul do Chile

A Península de Brunswick  é uma grande península em Magalhães e Antártica, Patagónia, Chile . O seu extremo sul é o Cabo Froward, o extremo sul da América continental.

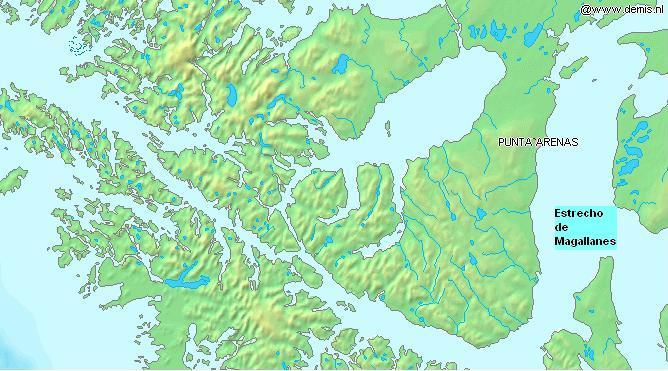

A única cidade na península é Punta Arenas, a capital regional.